# Tigritude
La tigritude est un concept inventé par l'écrivain nigérian Wole Soyinka, en réponse à la pensée développée autour de la négritude, notamment par Léopold Sédar Senghor et Aimé Césaire.

## Critique de la négritude
« Un tigre ne proclame pas sa tigritude, il saute sur sa proie ». La phrase est prononcée en 1962 par Wole Soyinka en réponse ironique au mouvement affirmant la négritude comme concept émancipateur pour les personnes noires,. Il s'agit de réagir au racisme implicite et au complexe de supériorité spécifique au colonialisme français, qui induirait que la libération de l'homme noir passe par une reconnaissance intellectuelle du concept de négritude. D'autres urgences économiques et politiques paraissaient prioritaires à ce que Wole Soyinka désigne comme de vaines rhétoriques.

## Histoire d'une polémique
Le courant de pensée de la négritude se développe dès les années 1930, comme un mouvement de libération politique et culturelle de l'homme noir. C'est en 1962, que le dramaturge et auteur nigérian Wole Soyinka évoque le concept de tigritude à l'occasion d'une conférence d'écrivains africains, à Kampala : « Un tigre ne proclame pas sa tigritude. Il bondit sur sa proie et la dévore ». Cette position est vécue comme une dispute entre anglophones et francophones, liée aux différences dans les rapports  à la colonisation. La critique ouverte du concept de négritude par Wole Soyinka a pu être interprétée comme une division entre noirs par les suprémacistes blancs. Pourtant, dès 1970, Wole Soyinka propose le nom de Léopold Sédar Senghor pour le prix Nobel de littérature. Pour lui, il n'y a pas de match, mais des prises de positions, qui, si elles sont différentes, ne sont pas très éloignées, et sont tout à fait compatibles,. Léopold Sédar Senghor affirme quant à lui la complémentarité des deux concepts, et leur pertinence dans les contextes respectifs où ils ont émergé. Pour Aimé Césaire, la tigritude est un jeu de mots efficace, mais aussi un positionnement liée à la génération de Wole Soyinka, qui a moins besoin d'affirmer sa négritude.